# Sociedade Esportiva Kindermann
A Associação Esportiva Kindermann (AEK) é um clube brasileiro de futebol e futsal feminino, da cidade de Caçador, no estado de Santa Catarina. Fundado em 1975, foi mais notado por uma equipe feminina de futebol entre 1996 e 2015, paralisando suas atividades no ano de 2016, após o assassinato do treinador Josué Henrique Kaercher pelo ex-técnico do time-irmão de futsal Pantera Negra, Carlos José Correa.
Em 2017 retornou às atividades, com a equipe feminina de futebol voltando a participar de competições oficiais. Desde no ano de 2019, jogava com o nome "Avaí Kindermann" após uma parceria com o time da capital.
Encerrou suas atividades sob a gestão da família fundadora no dia 17 de novembro de 2021, após o término do calendário do futebol feminino. Foram 46 anos dedicados ao esporte e 13 exclusivamente ao futebol feminino.
No dia 10 de janeiro de 2022, Avaí FC anuncia retomada da parceria, junto à associação esportiva kindermann.
Na sua história no futebol feminino, conquistou 12 títulos estaduais, foi duas vezes vice-campeão Brasileiro, campeão da Copa do Brasil e participou duas vezes da Libertadores. O Kindermann revelou alguns dos maiores nomes atualmente do futebol feminino, como Gabi Zanotti, Andressinha, Camilinha, Gabi Portilho entre outros nomes.
Além das conquistas no esporte, o Kindermann se destacou no seu papel social, oferecendo bolsas de estudo em parceria com a UNIARP, onde cerca de 50 atletas conseguiram concluir o ensino superior, formando além de atletas, enfermeiras, fisioterapeutas, educadoras físicas e outras.

## Títulos
| NACIONAIS      | NACIONAIS                       | NACIONAIS | NACIONAIS                                                              |
|                | Competição                      | Títulos   | Temporadas                                                             |
|                | Copa do Brasil Feminina         | 1         | 2015                                                                   |
| ESTADUAIS      | ESTADUAIS                       | ESTADUAIS | ESTADUAIS                                                              |
|                | Competição                      | Títulos   | Temporadas                                                             |
| Santa Catarina | Campeonato Catarinense Feminino | 12        | 2008, 2009, 2010, 2011, 2012, 2013, 2014, 2015, 2017, 2018, 2019, 2021 |
| Santa Catarina | Jogos Abertos de Santa Catarina | 1         | 2018                                                                   |
| -------------- | ------------------------------- | --------- | ---------------------------------------------------------------------- |

## Participações
|  | Participações em 2025 |

Competições Oficiais
| Competição     | Competição                   | Temporadas | Melhor campanha            | Estreia | Última |
| Santa Catarina | Campeonato Catarinense       | 16         | Campeão (15 vezes)         | 2008    | 2025   |
| Brasil         | Campeonato Brasileiro        | 11         | Vice-campeão (2014 e 2020) | 2013    | 2024   |
| Brasil         | Série A2                     | 1          | 12º colocado (2025)        | 2025    | 2025   |
| Brasil         | Copa do Brasil               | 9          | Campeão (2015)             | 2008    | 2025   |
|                | Copa Libertadores da América | 2          | Quartas de final (2021)    | 2020    | 2021   |